# Disneyland

Törnrosa-slottet, Disneylands mittpunkt.

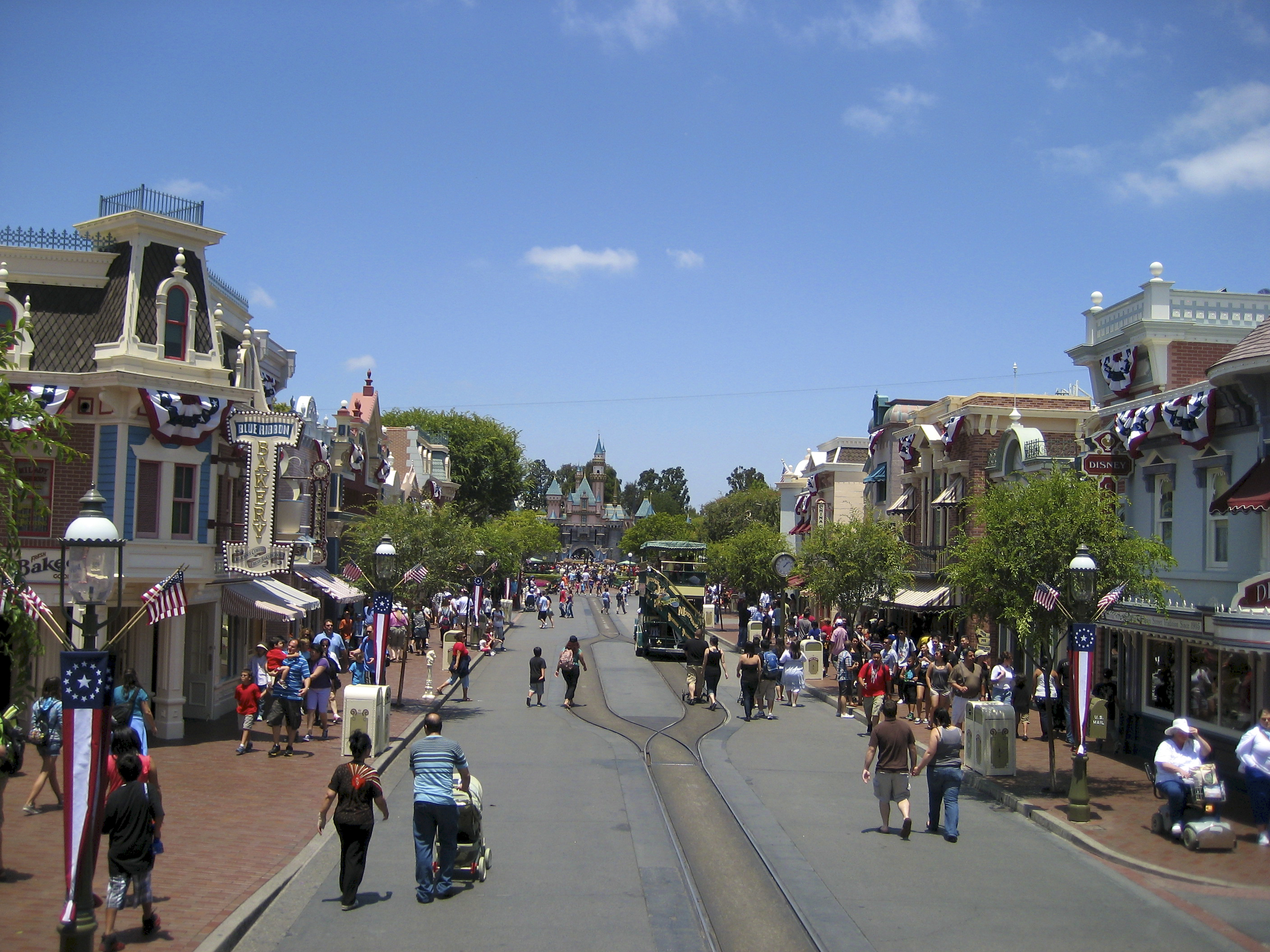
Huvudgatan, Main Street.

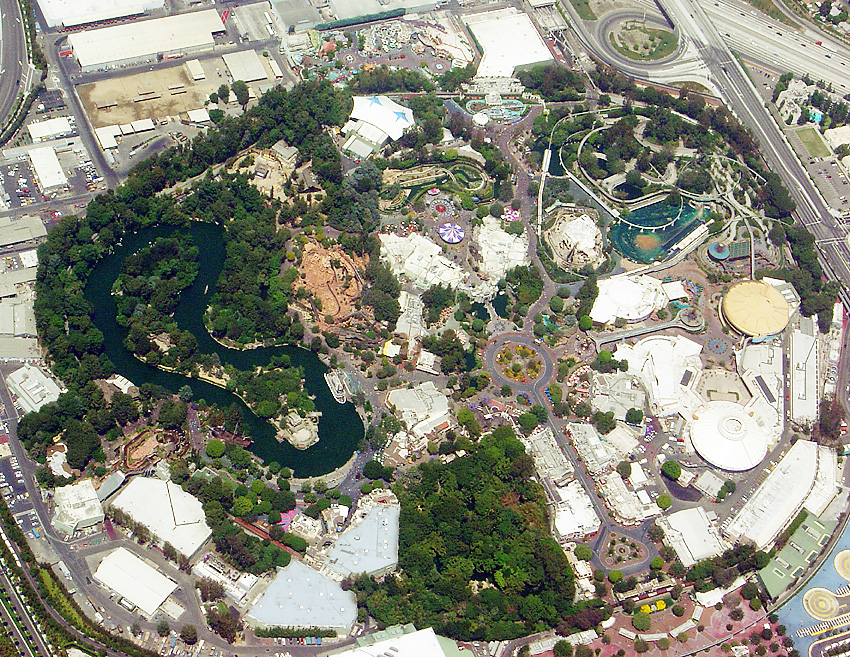
Flygfoto över parken från 2004.

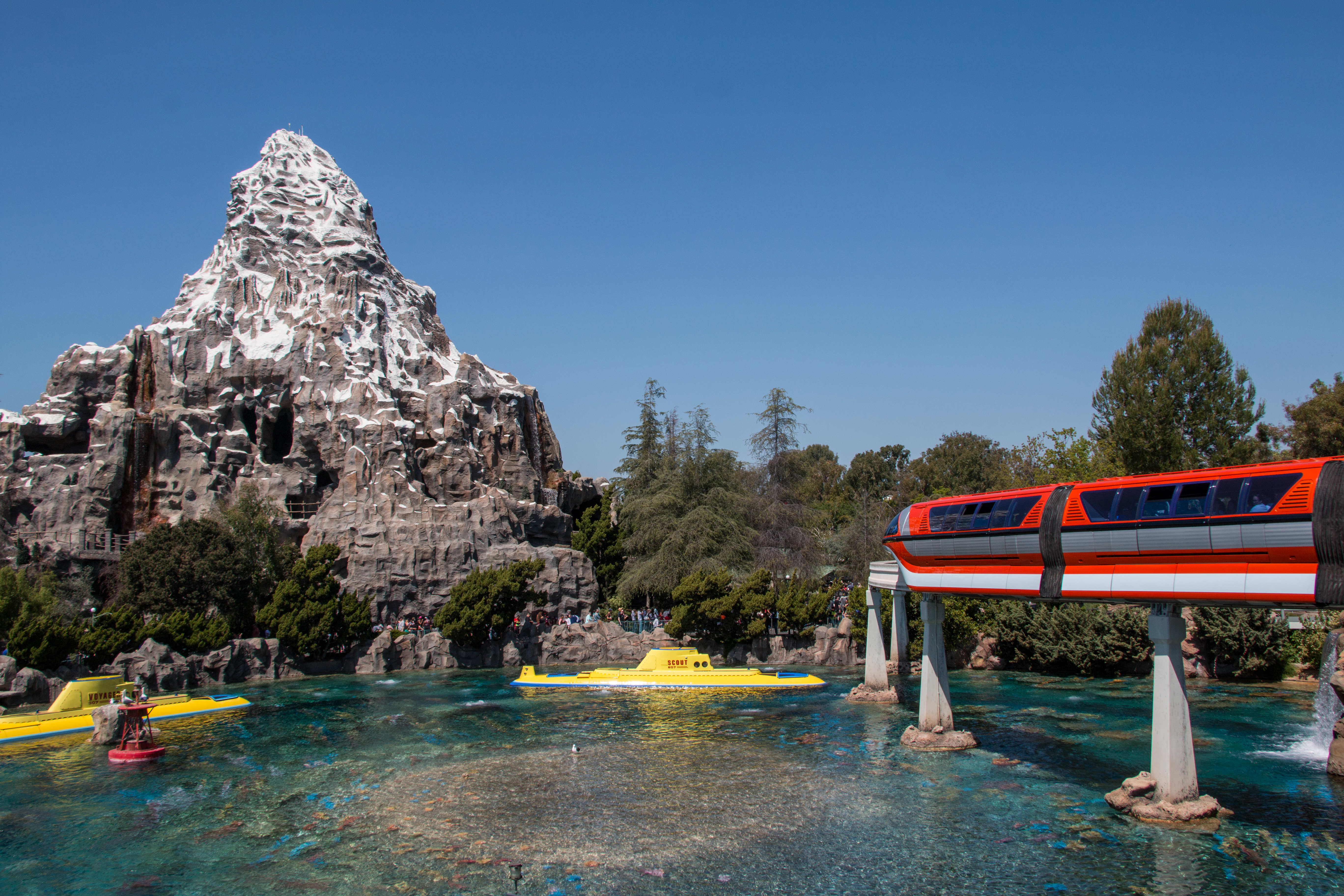
Disneylands monorail, ubåtarna samt den nedskalade versionen av det schweiziska berget Matterhorn.

Disneyland Park är en temapark belägen i Anaheim, Kalifornien, USA. Parken ägs och drivs av The Walt Disney Company. Den bygger på Walt Disneys skapelser och är en av världens mest kända nöjesparker och även en av de mest besökta. Över 500 miljoner människor har besökt parken sedan den invigdes den 17 juli 1955. Disneyland är den första Disney-temaparken.
Disneyland Resort omfattar två parker: Disneyland Park samt Disney California Adventure, den senare öppnad 2001 och byggd på det som var tidigare en stor parkeringsplats direkt söder om ursprungsparken.
Disneyland har varit stängt för allmänheten endast sex gånger sedan invigningen: efter mordet på president John F. Kennedy 1963, efter en demonstration mot Vietnamkriget 1970, en vinterstorm 16 december 1987, säkerhetsinspektion efter jordbävningen i Northridge 1994, efter 11 september-attackerna 2001, i maj 2005 för att kunna förbereda 50-årsjubileet av parkens öppnande samt under Coronaviruspandemin 2019–2021.

## Bakgrund
Många människor skrev brev till Walt Disney och frågade om de skulle kunna besöka hans studio och se sina favoritfigurer som Musse Pigg och Kalle Anka, men han insåg tidigt att en filmstudio inte var så mycket att se för allmänheten. I stället kom han på idén att skapa en temapark där hans figurer kunde beskådas och illusionen av en fantasivärld ständigt upprätthölls. Den ursprungliga idén var att anlägga en mindre park i anslutning till studion i Burbank. Men planer på en mer utrymmeskrävande park med en järnvägsoval och andra attraktioner tog form. Detta skulle utvecklas till Disneyland i Anaheim, belägen i Orange County längs med I-5 på vad som innan varit jordbruksmark (apelsinodlingar).
Den 17 juli 1955 visades parken för pressen och särskilt inbjudna och invigdes officiellt av Kaliforniens guvernör Goodwin Knight. Invigningen tv-sändes i direktsändning på ABC och en av programledarna var skådespelaren Ronald Reagan. Den 18 juli fick allmänheten komma in för första gången. Folk började köa redan klockan två på morgonen. Men invigningen var rena katastrofen. Det kom för många besökare på grund av att falska biljetter hade försålts. Fantasyland hade fått stängas på grund av en gasläcka. Det rådde värmebölja och det var närapå 40 grader varmt. Kvinnor med högklackade skor blev fast i den smältande asfalten. Rörmokarna gick i strejk, så det hittades inte många platser där man kunde dricka vatten i värmen. En av Disneylands sponsorer var Pepsi, och många arga besökare antog att bristen på vatten var ett sätt att försöka sälja mer läsk än vatten. Walt Disney kallade själv invigningen för "Svarta söndagen", men det gick bra ändå. 1965, tio år efter öppnandet, hade Disneyland haft över 50 miljoner besökare.

## Parkens delar

### Main Street, U.S.A.
Inspirerat av en huvudgata i typisk amerikansk småstad vid 1900-talets början, delvis inspirarat av både Marceline, Missouri och Kansas City, Missouri där Walt Disney bodde som ung.

### Adventureland
Designat efter äventyrsgenren. Här finns Indiana Jones Adventure, vattenattraktionen Jungle Cruise och Tarzans trähus.

### Frontierland
Det här området är byggt efter västra USA under pionjärtiden, dvs vilda västern. Här finns hjulångaren Mark Twain, segelfartyget Columbia och berg- och dalbanan Big Thunder Mountain.

### Fantasyland
Det här är området i parken, beläget bakom Törnrosaslottet som riktar sig mot den yngre publiken och har sagoberättelser i Disneys tolkning som sitt tema. Ursprungligen i medeltidsstil, men byddges på 1980-talet om bayersk stil. Här finns bl.a. inhomhusattraktionen Peter Pan's Flight.

### Tomorrowland
Framtidslandet som speglar Walt Disneys optimistiska syn på framtiden och teknikens möjlighter. Just den här delen av Disneyland har byggts om flera gånger sedan parken öppnade 1955. Här finns även Star Wars-simulatorn Star Tours och bergochdalbanan Space Mountain.

### New Orleans Square
Ispirerat av New Orleans unika särdrag, här finns även spökhuset The Haunted Mansion och inomhusattraktionen Pirates of the Caribbean. VIP-salongen Club 33 med utsikt över floden där liveshowen Fantasmic spelas kvällstid ligger också här.

### Critter Country
En senare tillkomst till parken, beläget mellan Frontierland och New Orleans Square, här finns flumriden Splash Mountain, som bygger på sånger och karaktärer från Sången om Södern.

### Mickey's Toontown
Den här delen av Disneyland, i anslutning till Fantasyland, är inspirerat av Toontown i filmen Vem satte dit Roger Rabbit. Det är här som Musse Pigg, Långben och Kalle Anka har sina "hem".

### Galleri

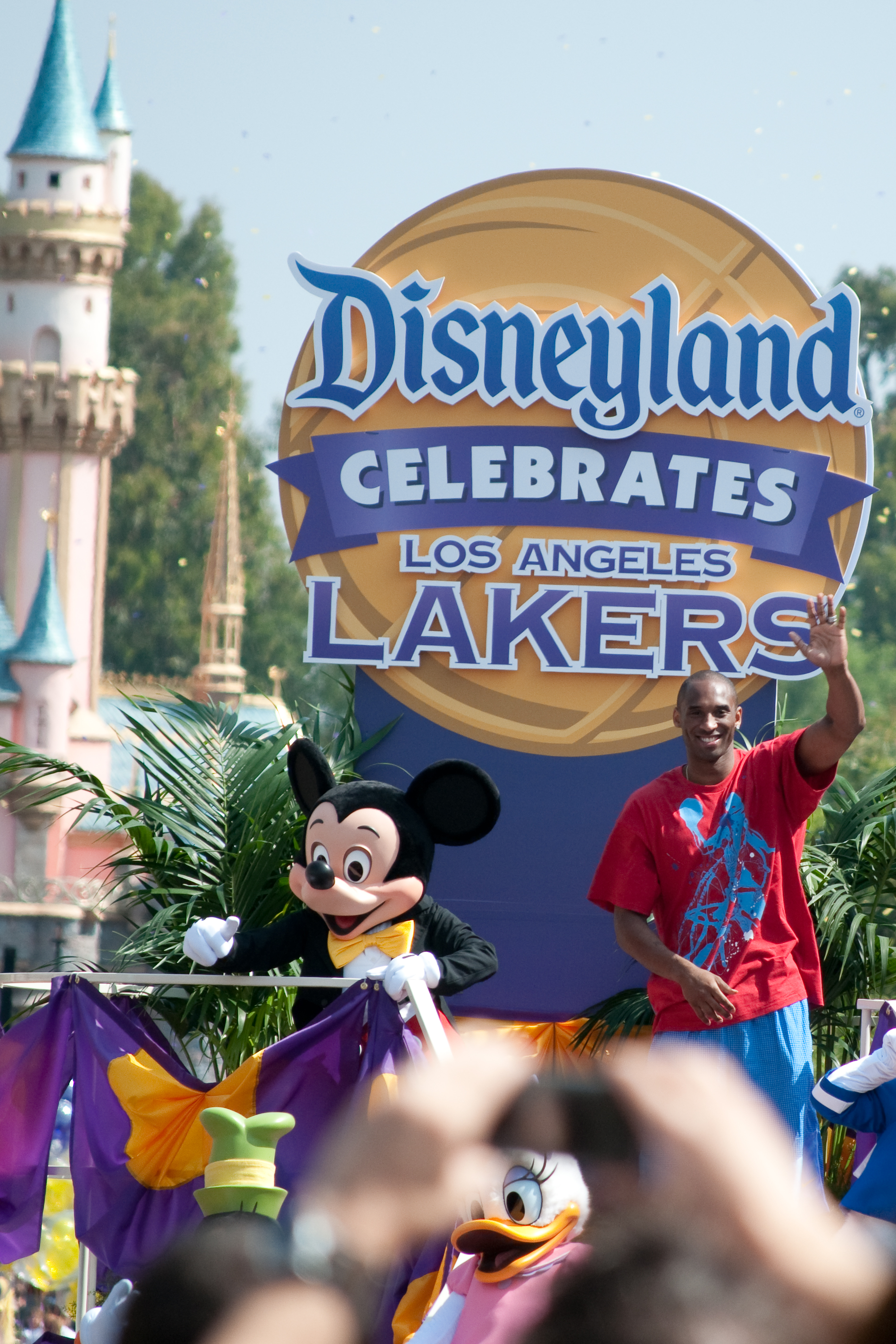
Musse Pigg och Kobe Bryant hyllar NBA-mästarna Los Angeles Lakers i en parad, 2009.
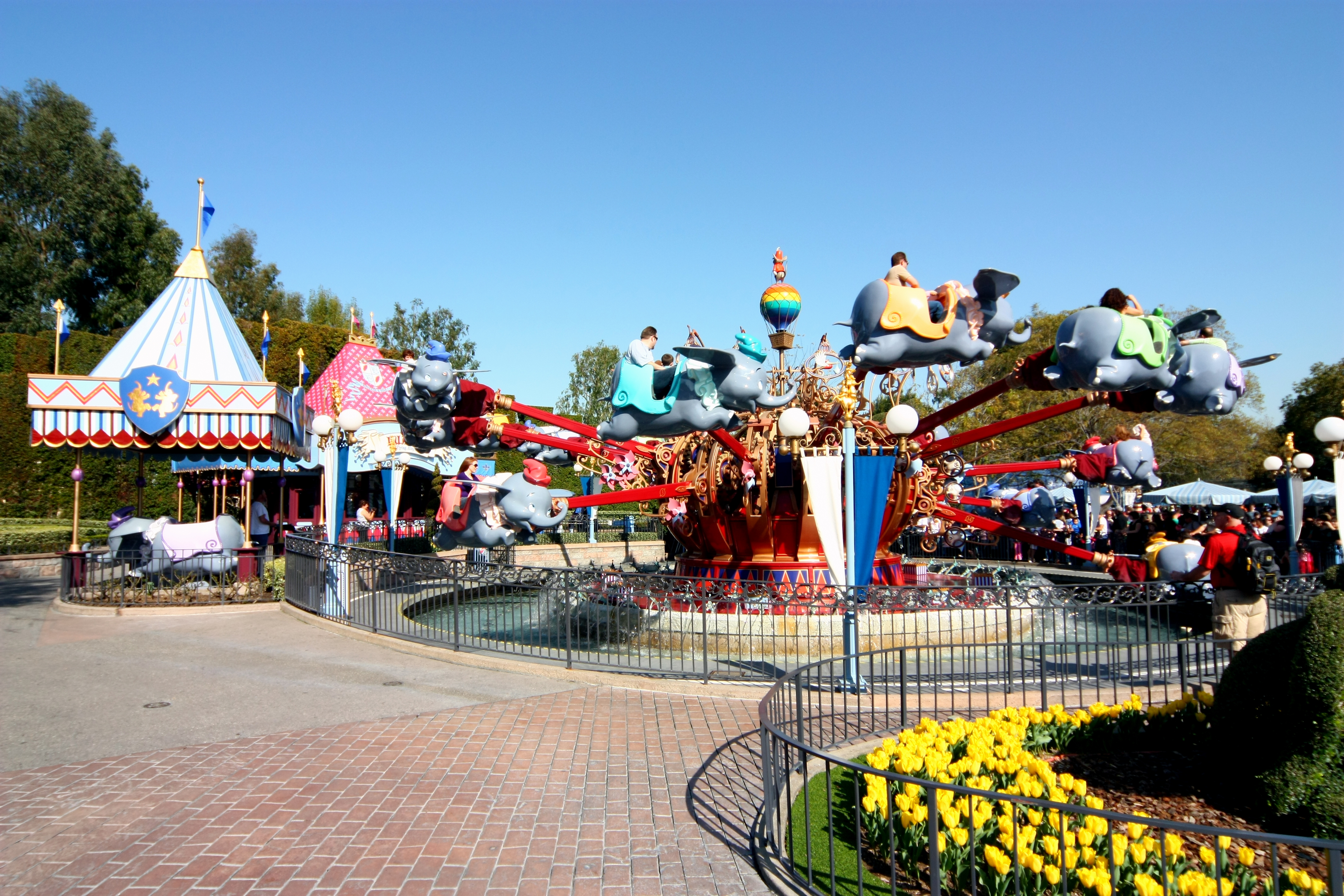
Karusellen Dumbo the Flying Elephant.
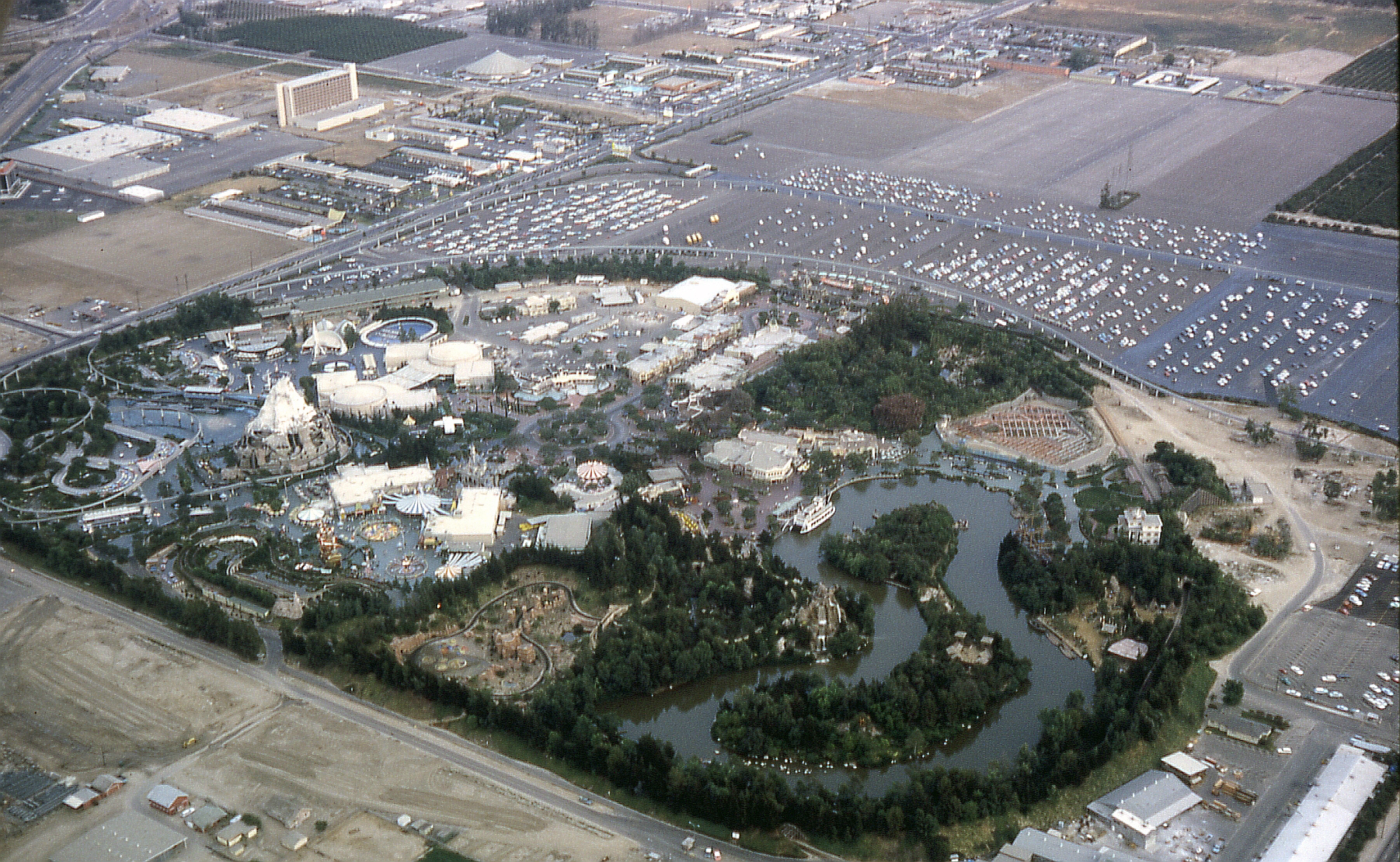
Flygfoto från 1963.
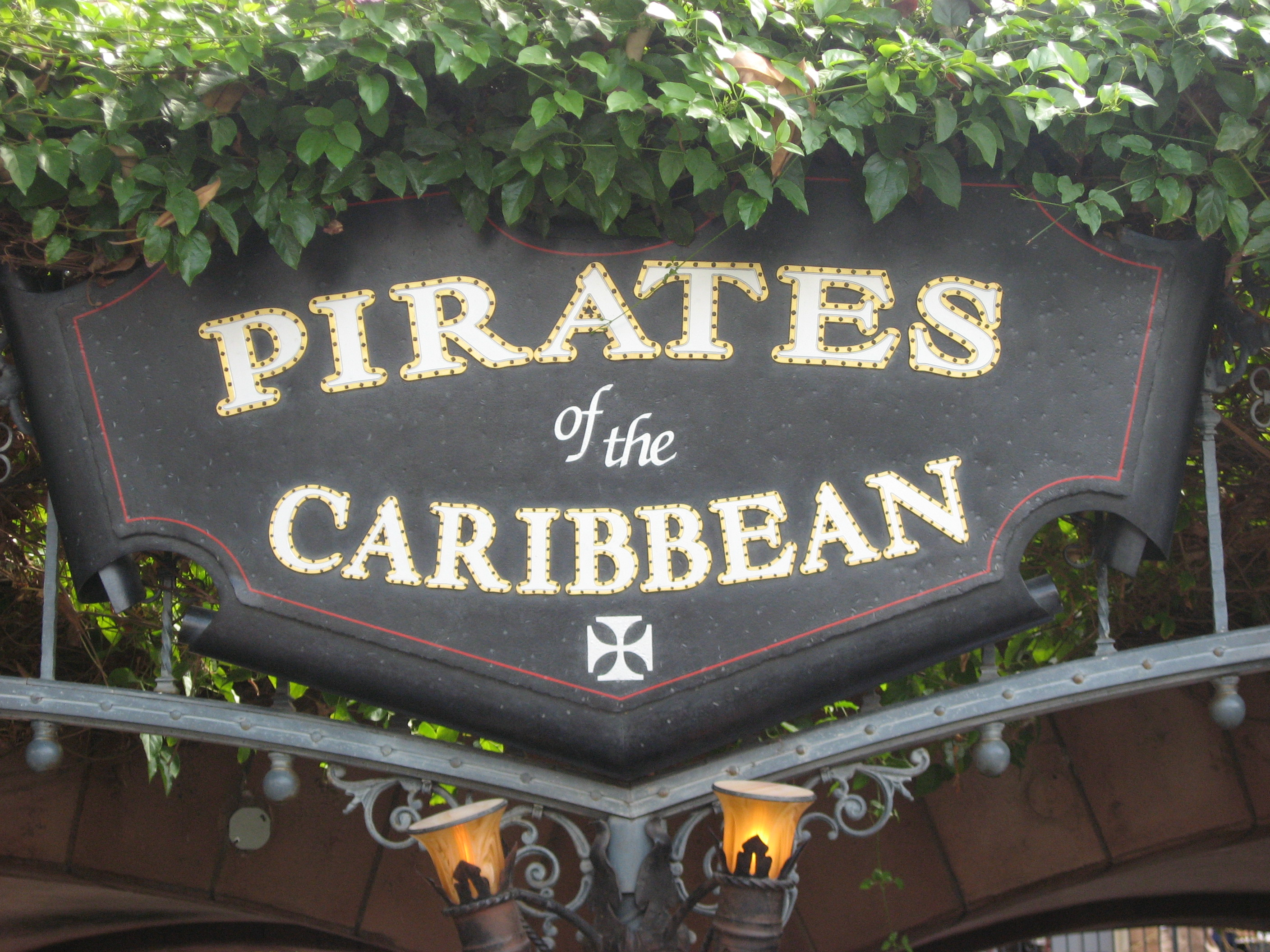
Pirates of the Caribbean, åkattraktionen från 1967 som gav inspiration till en filmserie.
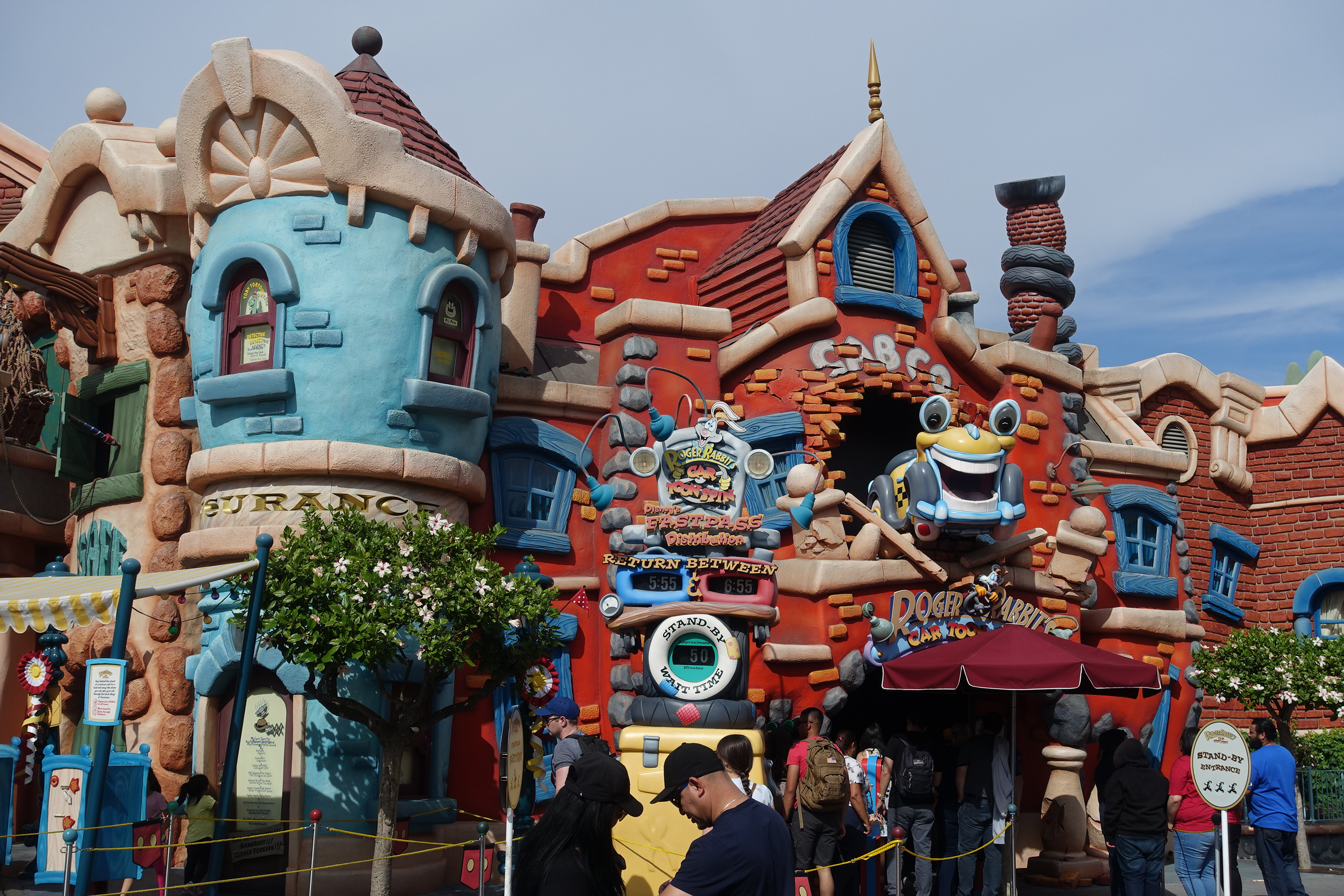
Roger Rabbit's Car Toon Spin', öppnad 1996.

### Transportmöjligheter inom och runt parken
Runt parken går en järnväg med spårvidd 914 mm och ångloksdrivna tåg som går medurs, med fyra stationer. Till Tomorrowland och flera av hotellen utanför parken finns en monorail (ursprungligen med fordon byggda av Alweg). På huvudgatan Main Street går det förutom hästspårvagnar även äldre bilar och brandfordon.

## Disney California Adventure

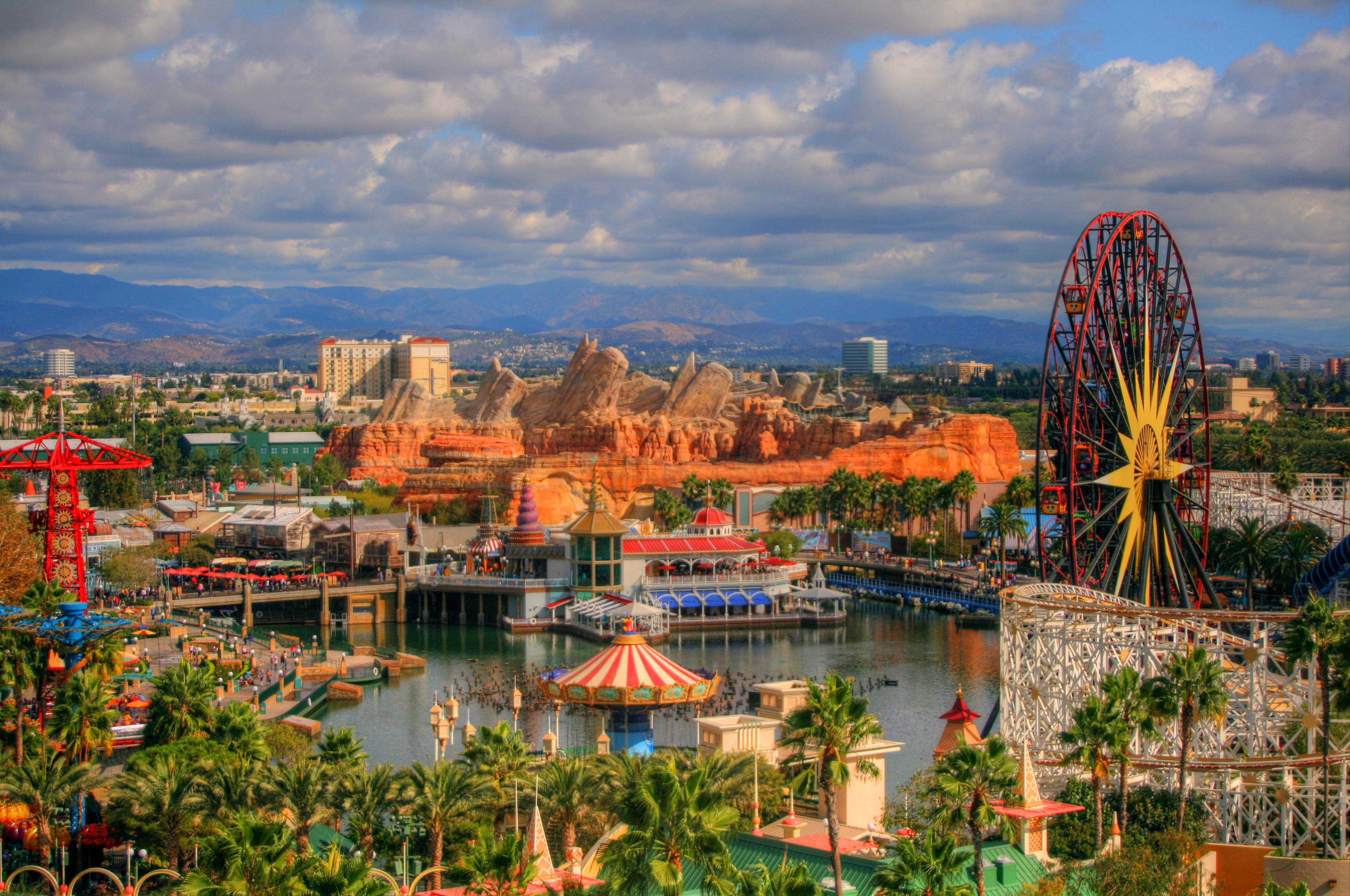
Vy över Disney California Adventure.

Den andra parken öppnade 2001 som Disney's California Adventure, en hyllning till delstaten i vilken den är belägen. Parken byggdes om och återinvigdes under 2012. En av de nyare delarna är Cars Land, som bygger på Pixars Bilar-filmer och mytologin/nostalgin kring Route 66.

## Andra Disneyparker
Idag finns flera parker över hela världen som bygger på Disneys karaktärer: Walt Disney World Resort (1971), Tokyo Disney Resort (1983), Disneyland Resort Paris (1992), Hong Kong Disneyland Resort (2005) samt Shanghai Disney Resort (2016).